# Фет, Абрам Ильич
Абрам Ильич Фет (5 декабря 1924, Одесса — 30 июля 2007, Новосибирск) — советский и российский математик, философ и публицист, переводчик, доктор физико-математических наук.

## Биография
Отец, Илья Яковлевич Фет — врач; родился и вырос в Ровно, учился в Париже. Мать, Ревекка Гдальевна (Григорьевна) Николаевская — домохозяйка, коренная одесситка. В 1926—1936 годах семья жила в Могилёве-Подольском, затем обосновалась в Одессе. В 15 лет А. И. Фет окончил среднюю школу и поступил в Одесский институт инженеров связи. Успел окончить первый курс, когда началась война. Семья оказалась в эвакуации в Томской области. В 1941 году Фет поступил в Томский университет на факультет математики, сразу на второй курс. В это время там преподавали профессора, эвакуированные из европейской части России. Среди них был Петр Константинович Рашевский, по рекомендации которого А. И. Фет в 1946 году поступил в аспирантуру Московского университета. Посещал семинары И. М. Гельфанда, Л. С. Понтрягина, П. С. Новикова. По совету Н. Я. Виленкина стал заниматься топологией. Специализировался у Лазаря Ароновича Люстерника.
В декабре 1948 года защитил кандидатскую диссертацию под названием «Кольцо гомологий пространства замкнутых кривых на сфере», которая Ученым советом механико-математического факультета Московского университета была признана выдающейся.
Получил направление на работу в Томский университет, где работал ассистентом, а затем доцентом кафедры математического анализа.
Среди учеников В. А. Топоногов, С. И. Альбер, Г. Г. Пестов, В. Н. Лагунов.
С 1955 г. работал в различных вузах Новосибирска.
С 1960 года − старший научный сотрудник в отделе геометрии и топологии Института математики СО АН СССР.
Параллельно преподавал в Новосибирском университете.
В ноябре 1967 года защитил в Московском университете докторскую диссертацию под названием «Периодическая задача вариационного исчисления», в центре которой − теорема Фета о двух замкнутых геодезических, ставшая классической.
В 1968 году подписал «письмо сорока шести» в защиту незаконно осуждённых, что стало поводом для изгнания его как из института, так и из университета. Настоящая причина была не в письме, а в независимом характере Фета и прямоте, с которой он говорил о профессиональных и человеческих качествах своих коллег, об интригах в среде чиновников от науки, о привилегиях, имевших место в Академгородке (специальный стол заказов, специальное медицинское обслуживание и прочие привилегии для начальства и докторов наук с их семьями).
Четыре года, с октября 1968 до июня 1972 года, Фет был безработным, зарабатывая на жизнь переводами с разных языков технических текстов и книг по математике, которые брали для него знакомые на своё имя, и продолжал заниматься наукой.
Ещё в 1965 году Фет начал сотрудничать с выдающимся физиком Ю. Б. Румером. Результатом их совместной работы стали две монографии: «Теория унитарной симметрии» (М., 1970) и «Теория групп и квантованные поля» (М., 1977), а также ряд статей, среди которых «Группа Spin-(4) и таблица Менделеева» (Теор. и мат. физика, т. 9, 1971). С неё начинается групповое описание системы химических элементов. В 1972 году, усилиями директора Института неорганической химии А. В. Николаева, А. И. Фет был принят на должность старшего научного сотрудника в Лабораторию теоретической физики этого института. В течение последующих десяти лет А. И. Фет развивал идеи групповой классификации атомов в ряде публикаций, которые к началу 1980-х годов обобщил в виде монографии «Группа симметрии химических элементов». В результате целый раздел химии, связанный с таблицей Менделеева, стал частью математической физики. В 1984 г. эта монография была подготовлена к печати Сибирским отделением издательства «Наука», потом неожиданно изъята из печати, а набор рассыпан. Зачем это понадобилось, вскоре стало ясно − 8 октября 1986 г. Фета уволили из института «в связи с несоответствием занимаемой должности по результатам аттестации». Снова жил случайными заработками и продолжал заниматься наукой.
Конечной целью всякого общества, по мнению Фета, должен быть человек — гармонично развитая личность с высокими идеалами и благородными стремлениями. А главный долг интеллигенции — просвещение общества, поставленного в условия жестокой цензуры.
Ещё в 60-е годы Фет участвовал в организации общественной библиотеки Самиздата. Для Самиздата он выбирал и переводил с разных языков книги, которые считал особенно важными. Именно он впервые познакомил российского читателя с основными трудами Конрада Лоренца, чьи идеи оказали сильное воздействие на его собственное мышление: «Восемь смертных грехов цивилизованного человечества», «Так называемое зло», «Оборотная сторона зеркала». Впоследствии они были дважды изданы в виде сборников: «Оборотная сторона зеркала» (1998) и «Так называемое зло» (2008).
Он же впервые перевёл и запустил в Самиздат многие книги по психологии, в то время в СССР не допускавшейся: Эрик Берн «Игры, в которые играют люди», «Введение в психиатрию и психоанализ для непосвященных», «Секс в человеческой любви»; Эрик Фромм «Бегство от свободы»; Карен Хорни «Невротическая личность нашего времени» и многие другие.
Для знакомства читателей с различными общественными устройствами Фет перевёл для Самиздата книги из серии карманных «Азбук», издававшихся в Варшаве и разъяснявших основы общественного и экономического устройства разных стран: «Азбука Стокгольма», «Азбука Вены», «Азбука Берна». Их дополнили его собственные статьи: «Социальные доктрины» (1979) и «Что такое социализм?» (1983).
С середины 70-х годов Фет внимательно следил за событиями, происходящими в Польше. Переворот 1980—1981 годов он воспринял как начало развала социалистического лагеря. Его книга «Польская революция», написанная по свежим следам, в 1985 году была издана в Париже и Лондоне анонимно, с предисловием Марио Корти. В ней он не только дал глубокий анализ польских событий, но и вскрыл их исторические предпосылки, показал выдающуюся роль интеллигенции в подготовке польской революции и предсказал пути дальнейшего развития этой страны.
Для Самиздата было написано большинство статей А. И. Фета гуманитарного содержания — в условиях цензуры они не могли быть опубликованы в советских изданиях. В 80-е годы шесть статей Фета опубликовал парижский журнал «Синтаксис». Все они подписаны псевдонимом «А. Н. Кленов», который впоследствии Фет использовал также для других публицистических статей. Пользовался и другими псевдонимами, в духе Фонвизина: А. Б. Называев (Аз-Буки, то есть прописные истины называет), Д. А. Рассудин, С. Т. Карнеев и т. д. Переводы при издании Фет подписывал псевдонимом «А. И. Федоров», воспроизводившим его подлинные инициалы, а иногда именами лиц, бравших для него переводы на своё имя.
На протяжении всей жизни Фет размышлял о человеческом обществе, о биологической и культурной природе человека, об общественном долге интеллигенции, о вере и идеалах. Результатом этих размышлений стали его книги «Пифагор и обезьяна» (1987), «Письма из России» (1989—1991), «Заблуждения капитализма, или Пагубная самонадеянность профессора Хайека» (1996) и главная из всех — «Инстинкт и социальное поведение», изданная в 2005 году. Эта книга посвящена истории культуры, излагаемой с точки зрения этологии. Автор поставил цель — «выяснить действие социального инстинкта в человеческом обществе, описать условия, фрустрирующие его проявления, и объяснить последствия всевозможных попыток подавить этот неустранимый инстинкт». А. И. Фет открыл и впервые описал специфическую для человека форму социального инстинкта, которую назвал инстинктом внутривидовой солидарности. Его специфичность состоит в способности распространяться с меньших групп на бо́льшие. На обширном историческом материале автор убедительно показал, каким образом вся наша мораль, вся наша любовь к ближним произошла от глобализации племенной солидарности, которая постепенно превращалась во внутривидовую солидарность, каким образом метка «свой» постепенно распространялась на всё бо́льшие сообщества, охватывая в конечном счёте всё человечество.

## Математические труды
Основная научная специальность в математике — вариационное исчисление; работы в области топологии, её приложений к геометрии и анализу.
Наиболее известны классические теоремы А. И. Фета о замкнутых геодезических:
- Теорема Люстерника — Фета доказывает, что на любом компактном римановом многообразии всегда существует по крайней мере одна замкнутая геодезическая.

Этот результат, полученный Люстерником и Фетом в 1951 году, не был улучшен вплоть до 1965 года, когда Фет доказал теорему о двух замкнутых геодезических.
Теорема Фета утверждает существование по крайней мере двух однократных замкнутых геодезических в предположении, что все замкнутые геодезические невырожденны.
Результат 1965 года не улучшен до сих пор.
- Сформулировал теорему Пестова — Ионина.

## Труды по физике
Работал в области физики симметрии и теории элементарных частиц. С начала 70-х годов занимался физическим обоснованием системы химических элементов. Впервые описал закономерности атомных весов, до того считавшихся непредсказуемыми, и вывел формулу атомных весов.
Автор монографий по теоретической физике:
- Румер Ю. Б., Фет А. И. Теория унитарной симметрии. М., Наука, 1970.—400 стр.
- Румер Ю. Б., Фет А. И. Теория групп и квантованные поля. М., Наука, 1977. Второе издание − М., URSS, 2010.—248 стр. ISBN 978-5-397-01392-5
- Фет А. И. Группа симметрии химических элементов. Монография написана в начале 80-х годов, в 1984 году подготовлена к печати Сибирским отделением издательства «Наука», потом изъята из печати, а набор рассыпан. В сокращённом виде опубликована в сборнике «Математическое моделирование в биологии и химии». Новосибирск, Наука, 1992, стр. 118−204. Полностью издана посмертно, при содействии и с предисловием Р. Г. Хлебопроса. Новосибирск, Наука, 2010. − 238 стр. ISBN 978-5-02-023280-8
- Abram I. Fet. Group Theory of Chemical Elements: Structure and Properties of Elements and Compounds. De Gruyter Studies in Mathematical Physics 34. De Gruyter, 2016. ISBN 978-3-11-047518-0

## Труды гуманитарного содержания

### Собрание сочинений
- Собрание сочинений в 7-ми томах. Rehoboth (NM, USA): American Research Press, 2015.
- Фет Абрам Ильич. Инстинкт и социальное поведение. — Rehoboth (NM, USA): American Research Press, 2015. — Т. 1. — 585 с. — ISBN 978-1-59973-392-0.
- Фет Абрам Ильич. Пифагор и обезьяна. — Rehoboth (NM, USA): American Research Press, 2015. — Т. 2. — 405 с. — ISBN 978-1-59973-393-7.
- Фет Абрам Ильич. Заблуждения капитализма. — Rehoboth (NM, USA): American Research Press, 2015. — Т. 3. — 295 с. — ISBN 978-1-59973-394-4.
- Фет Абрам Ильич. Польская революция. — Rehoboth (NM, USA): American Research Press, 2015. — Т. 4. — 279 с. — ISBN 978-1-59973-395-1.
- Фет Абрам Ильич. Письма из России. — Rehoboth (NM, USA): American Research Press, 2015. — Т. 5. — 323 с. — ISBN 978-1-59973-396-8.
- Фет Абрам Ильич. Интеллигенция и мещанство. — Rehoboth (NM, USA): American Research Press, 2015. — Т. 6. — 255 с. — ISBN 978-1-59973-397-5.
- Фет Абрам Ильич. Воспоминания и размышления. — Rehoboth (NM, USA): American Research Press, 2015. — Т. 7. — 248 с. — ISBN 978-1-59973-398-2.

### Книги
- Польская революция. Лондон: Самиздат, 1985. — 286 с. (издана анонимно, с предисловием Марио Корти). ISBN 0-903868-96-2
- Природа и общество. Модели катастроф. Новосибирск: Сибирский хронограф, 1999. — 344 с. (совместно с Р. Г. Хлебопросом). ISBN 5-87550-091-3
- Инстинкт и социальное поведение. Новосибирск: ИД Сова, 2005. — 652 с. ISBN 5-87550-186-3 Второе издание, исправленное и дополненное − Новосибирск, ИД Сова, 2008. — 720 стр. ISBN 978-5-87550-111-1
- Catastrophes in Nature and Society. World Scientific Publishing, 2007. — 320 с. (совместно с Р. Г. Хлебопросом и В. А. Охониным). ISBN 981-256-917-0
- Пифагор и обезьяна. Новосибирск: ИД Сова, 2008. ISBN 978-5-87550-152-4
- Катастрофы в природе и обществе. Новосибирск: ИД Сова, 2008. — 358 с. (совместно с Р. Г. Хлебопросом и В. А. Охониным). ISBN 978-5-87550-035-0

### Статьи научно-философского содержания
(приложены к книге «Пифагор и обезьяна», (Новосибирск, ИД Сова, 2008)
- Законы истории. Современные проблемы, № 1, Москва, 1990 (подписана псевдонимом А. Б. Называев)
- Наука и история. (написана около 2000 г.)
- Мудрецы древности. (написана в 2003 г.)
- Введение в психологию: Структура личности. (написана около 1970 г.)
- Введение в психологию: Природа человека. (написана около 1970 г.)
- Двойная связка. Теория шизофрении по Грегори Бейтсону.
- О вере. (писал около 1980 г.)
- О религии. (написана около 2003 г.)
- Конрад Лоренц и кибернетика. В сб. Из истории кибернетики. Новосибирск, Гео, 2006. ISBN 5-97-47- 0038-4
- Что такое образованный человек? (написана в 1993 г.)

### Общественное устройство
- Социальные доктрины. (написана в 1979 г.) Идеи и идеалы, 2011, № 1 (7), т.1, С.122—139. ISSN 2075-0862
- Что такое социализм? (написана в 1983—1984 гг.) Идеи и идеалы, 2009, № 1. C. 125—147. ISSN 2075-0862
- Капитализм и социализм. Написана в 1996 г.
- Судьба демократии. Написана в 2000 г. как эскиз к книге «Инстинкт и социальное поведение».
- Общество потребления. (написана около 2002 г.)
- Самосознание русской интеллигенции. (написана в 2003 г.). Идеи и идеалы, 2009, № 2. С. 194−206
- Макиавелли и начало национализма. (Написана в 2005 г.) Идеи и идеалы, 2010, № 1 (3), т. 1, С.106—111.

### Публицистические статьи А. И. Фета, подписанные псевдонимом «А. Н. Клёнов»
- Пушкин без конца. Париж, Синтаксис, 1982, № 10
- Философия неуверенности. Париж, Синтаксис, 1984, № 12
- Инакомыслие. Париж, Синтаксис, 1984, № 12
- Виждь и внемли. Париж, Синтаксис, 1985, № 13
- Что такое перестройка? Париж, Синтаксис, 1988, № 22
- Почему у нас не будет фашизма и гражданской войны. Париж, Синтаксис, 1992, № 33
- Мудрые советы. (1991)
- Анатомия диссидентства. (1991)
- Тайная вечеря Сталина. (2003)

### Полемика
- Солженицын и другие. (1974)
- Литературные фашисты. (около 1985)
- Русомания. Написана по поводу эссе И.Р Шафаревича «Русофобия», опубликованного в журнале «Наш современник» за 1989 год. Подписана псевдонимом «С. Т. Карнеев».
- Отец русского фашизма. Написана по прочтении доклада И. А. Ильина «Творческая идея нашего будущего», напечатанного в Новосибирске: Рус. архив, 1991
- Заблуждения капитализма или пагубная самонадеянность профессора Хайека Написана в 1996 г. по прочтении книги Хайека «The Fatal Conceit. The Errors of Socialism.» (Пагубная самонадеянность. Заблуждения социализма), изданной в 1988 г. в Чикаго.

### Доклады
- Психологические аспекты национальных проблем. Доклад прочитан в июне 1991 года на Хельсинкском семинаре в Харькове. Опубликован, вместе с его обсуждением, в сборнике «Национальные проблемы и права человека», Москва, 1993.
- Права и обязанности в американских университетах. Доклад прочитан в феврале 1992 года на семинаре Московской Хельсинкской группы «Права человека» и опубликован, вместе с его обсуждением, в сборнике «Социальные проблемы и права человека», Москва, 1993.
- Цензура и возрождение русской интеллигенции. Статья представляет собой расширенное изложение доклада, сделанного в феврале 1994 г. на семинаре Хельсинкской группы, посвящённом свободе печати.
- Психология сторонников смертной казни. Доклад прочитан в ноябре 1994 года в Харькове, на конференции «Право на жизнь и смертная казнь».

## Переводы
- А. И. Фет. Собрание переводов. Philosophical arkiv, Nyköping (Sweden), 2016
- Конрад Лоренц. Оборотная сторона зеркала. Сборник трудов. Philosophical arkiv, Nyköping (Sweden), 2016 ISBN 978-91-983073-1-3
- Эрик Берн. Игры, в которые играют люди. Philosophical arkiv, Nyköping (Sweden), 2016 ISBN 978-91-983073-2-0
- Крейн Бринтон. Идеи и люди. Philosophical arkiv, Nyköping (Sweden), 2016 ISBN 978-91-983073-0-6
- Карен Хорни. Невротическая личность нашего времени. Philosophical arkiv, Nyköping (Sweden), 2016 ISBN 978-91-983073-3-7
- Эрик Берн. Введение в психиатрию и психоанализ для непосвященных. Philosophical arkiv, Nyköping (Sweden), 2016 ISBN 978-91-983073-4-4
- Эрих Фромм. Бегство от свободы. Philosophical arkiv, Nyköping (Sweden), 2016 ISBN 978-91-983073-5-1
- Грегори Бейтсон. Разум и природа. Philosophical arkiv, Nyköping (Sweden), 2016 ISBN 978-91-983073-6-8
- Дж. Гриндер, Р. Бэндлер. Образование трансов. Philosophical arkiv, Nyköping (Sweden), 2016 ISBN 978-91-983073-7-5
- Дж. Р. Бейч, Г. Гольдберг. Творческая агрессия. Philosophical arkiv, Nyköping (Sweden), 2016 ISBN 978-91-983073-8-2
- Конрад Лоренц. Восемь смертных грехов цивилизованного человечества.
- Конрад Лоренц. Так называемое зло.
- Конрад Лоренц. Оборотная сторона зеркала.
- Эрик Берн. Игры, в которые играют люди.
- Эрик Берн. Введение в психиатрию и психоанализ для непосвященных.
- Эрих Фромм. Бегство от свободы.
- Эрих Фромм. Революционный характер.
- Грегори Бейтсон. Разум и природа.
- Крейн Бринтон. Идеи и люди: история западной мысли.
- Уолтер Кауфман. Без вины и правосудия.
- Лестер Туроу. Будущее капитализма.
- Вольфганг Випперман. Европейский фашизм в сравнении. 1922 − 1982.
- Эрнст Нольте. Фашизм в его эпохе.
- Дж. Гриндер, К. Бостик Сент-Клер. Шёпот на ветру. Новый код НЛП.
- Адольф Френкель. Жизнь Георга Кантора.

## О нём
- Абрам Ильич Фет (1924−2007).
- Ирина Самахова. Памяти Фета. Наука в Сибири, № 30−31, 9 августа 2007 г.
- А. В. Гладкий. Абрам Ильич Фет в моей жизни.
- Екатерина Василенко. Последний энциклопедист. Новая Сибирь, 19 сентября 2008
- Р. Г. Хлебопрос. Лекция о книге А. И. Фета «Инстинкт и социальное поведение» Аудиозапись. Текст.
- Виктор Фет, Михаил Голубовский. А. И. Фет и его книга «Инстинкт и социальное поведение», Франкфурт-на-Майне, Мосты, № 21, 2009
- И. С. Кузнецов. Новосибирский Академгородок в 1968 году: Письмо сорока шести. Институт математики. Post scriptum
- В. Голубятников. Семинар А. И. Фета.
- Какое возрождение ожидает Россию в XXI веке? Интервью В. В. Кузнецова с

А. И. Фетом. «Красноярский рабочий», 27 мая 2005 г.
- Денис Семенов. Гипотеза Лоренца.
- Е. Н. Савенко. Автор предпочел остаться неизвестным. Гуманитарные науки в Сибири, № 3, 2011, стр. 89-92.
- Г. И. Синкевич. Теория множеств: пути в Россию. История науки и техники, № 12, 2015, стр. 30.